# 高雄硫酸錏
高雄硫酸錏，簡稱高硫、KASC，是臺灣一家已結束經營的肥料及化工產品製造公司。

## 歷史
- 1950年1月1日，高雄硫酸錏廠成立（原址在戰前是高雄製鐵株式會社），直隸臺灣省政府，業務由單基工廠軍職人員兼任。
- 1951年1月1日，無水氨工場、硫酸工場、硫酸錏工場正式開工製造，產品硫酸錏肥料以寶島牌為商標。
- 1954年5月1日，奉准成立公司組織，名稱為高雄硫酸錏股份有限公司。
- 1956年9月15日，第一次擴充計畫-日產100公噸的硫酸錏廠正式生產。
- 1557年3月18日，第一次擴充建設工程舉行開工典禮。
- 1961年1月，單基工廠辦理劃分管理事宜。
- 1961年2月，軍職少將廠長黃朝輝奉准退役，專任本公司總經理。
- 1963年12月，轉投資台灣擎天神公司的工礦炸藥廠正式開工生產。
- 1985年10月，興建國內首座廢酸液回收廠。
- 1987年2月，行政院核定停止臺灣省糧食局統一配銷肥料政策，肥料改由生產單位自行銷售，由台灣肥料、高雄硫酸錏、中台化工（中台化工已併入中石化）三大公營事業寡佔的肥料市場開放民營。
- 1991年6月11日，氣塔排放二氧化硫過量，造成附近20多名居民身體不適就醫。高雄市政府環境保護局依違反《空氣汙染防制法》開單告發，罰款新台幣六萬元，並迫使其停工。
- 1991年8月30日，高雄市政府正式發函，要求本公司與中國石油化學工業開發、台灣氯乙烯等工廠提出遷廠計畫及時間表。
- 1993年4月3日晚上，再度發生氨氣外洩事件，高雄市政府環境保護局決定從重處罰鍰新台幣一百萬元，並要求遷廠前不得復工。
- 1999年7月，本公司改隸屬經濟部。
- 2000年12月，在彰濱工業區投資興建有機複合肥料廠，做遷廠準備。
- 2001年，原廠區計畫招商開發興建大型購物中心，最後與投資有機複合肥料廠遭遇困難未能成功。
- 2002年，民營化招標再度流標，經濟部決定在年底關廠。
- 2003年1月1日，開始清算工作。

## 外部連結
- 台灣產業經濟檔案-高雄硫酸錏公司[永久]